# Ironi Nes Ziona B.C. 2020-2021
Questa voce raccoglie le informazioni riguardanti il ironi Nes Ziona B.C. nelle competizioni ufficiali della stagione 2020-2021.

## Stagione
La stagione 2020-2021 del Ironi Nes Ziona B.C. è la 7ª nel massimo campionato israeliano di pallacanestro, la Ligat ha'Al.

## Roster
Aggiornato al 27 luglio 2020
| Ironi Hai Motors Nes Ziona 2020-21 | Ironi Hai Motors Nes Ziona 2020-21 |
| Giocatori                          | Staff tecnico                      |
| ---------------------------------- | ---------------------------------- |

| N. | Naz.                                                        | Ruolo | Nome              | Anno | Alt.   | Peso   |  |
| -- | ----------------------------------------------------------- | ----- | ----------------- | ---- | ------ | ------ |  |
| 1  | Colombia (bandiera)                                         | G     | Braian Angola     | 1994 | 198 cm | 88 kg  |  |
| 2  | Stati Uniti (bandiera)                                      | P     | Patrick Miller    | 1992 | 185 cm | 86 kg  |  |
| 3  | Stati Uniti (bandiera) · Isole Vergini Americane (bandiera) | AC    | Jordan Murphy     | 1997 | 201 cm | 113 kg |  |
| 4  | Stati Uniti (bandiera)                                      | GA    | Wayne Selden      | 1994 | 196 cm | 105 kg |  |
| 5  | Stati Uniti (bandiera)                                      | C     | Kwan Cheatham     | 1995 | 206 cm | 107 kg |  |
| 6  | Galles (bandiera) · Israele (bandiera)                      | AG    | Tal Dunne (C)     | 1987 | 198 cm | 105 kg |  |
| 8  | Israele (bandiera)                                          | A     | Lior Carreira     | 1997 | 196 cm | 101 kg |  |
| 10 | Stati Uniti (bandiera)                                      | G     | Davion Berry      | 1991 | 193 cm | 84 kg  |  |
| 11 | Israele (bandiera)                                          | P     | Amit Ebo          | 1999 | 180 cm | 82 kg  |  |
| 12 | Uruguay (bandiera) · Israele (bandiera)                     | AC    | Uriel Trocki      | 1996 | 201 cm | 102 kg |  |
| 14 | Stati Uniti (bandiera)                                      | G     | Austin Price      | 1995 | 193 cm | 83 kg  |  |
| 15 | Israele (bandiera)                                          | A     | Nimrod Levi       | 1995 | 208 cm | 86 kg  |  |
| 17 | Israele (bandiera)                                          | P     | Tomer Abramovitch | 2001 | 184 cm | 77 kg  |  |
| 21 | Israele (bandiera)                                          | G     | Tamir Saban       | 1999 | 186 cm | 80 kg  |  |
| 24 | Israele (bandiera)                                          | PG    | Shaked Gerassi    | 2002 | 191 cm | 82 kg  |  |
| 28 | Israele (bandiera)                                          | G     | Raviv Limonad     | 1984 | 191 cm | 90 kg  |  |
| 44 | Israele (bandiera)                                          | AG    | Ofir Goldsztejn   | 2001 | 203 cm | 100 kg |  |
| 55 | Stati Uniti (bandiera)                                      | C     | Jerome Meyinsse   | 1988 | 208 cm | 106 kg |  |
| 80 | Israele (bandiera)                                          | GA    | Or Cornelius      | 1997 | 198 cm | 90 kg  |  |

| Allenatore                                                                             |
| - Brad Greenberg                                                                       |
| Assistente/i                                                                           |
| - Lior Keret - Sagi Shalev Legenda - (C) Capitano - (IN) Inattivo - Infortunato Roster |

## Mercato

### Sessione estiva
| Acquisti | Acquisti       | Acquisti              | Acquisti   | Acquisti |
| R.       | Nome           | da                    | Modalità   |          |
| -------- | -------------- | --------------------- | ---------- | -------- |
| AC       | Jordan Murphy  | Iowa Wolves           | svincolato |          |
| P        | Patrick Miller | Boulazac              | svincolato |          |
| A        | Nimrod Levi    | H. Gerusalemme        | svincolato |          |
| C        | Kwan Cheatham  | Le Portel             | svincolato |          |
| G        | Davion Berry   | ASVEL                 | svincolato |          |
| P        | Amit Ebo       | Maccabi Ashdod        | svincolato |          |
| GA       | Or Cornelius   | Elitzur Eito Ashkelon | svincolato |          |

| Cessioni | Cessioni          | Cessioni           | Cessioni       | Cessioni |
| R.       | Nome              | a                  | Modalità       |          |
| -------- | ----------------- | ------------------ | -------------- | -------- |
| G        | Eidan Alber       | Maccabi Tel Aviv   | fine contratto |          |
| AG       | Cameron Oliver    | Cairns Taipans     | fine contratto |          |
| G        | J.P. Tokoto       | Free agent         | fine contratto |          |
| G        | Rayvonte Rice     | Kyoto Hannaryz     | fine contratto |          |
| AG       | Raviv Pitshon     | Maccabi Ashdod     | fine contratto |          |
| G        | Golan Gutt        | Mac. Rishon LeZion | fine contratto |          |
| P        | Lindell Wigginton | Iowa Wolves        | fine contratto |          |
| C        | Jeff Withey       | Goyang Orions      | fine contratto |          |
| G        | Daequan Cook      | Hapoel Tel Aviv    | fine contratto |          |
| P        | Corey Fisher      | Free agent         | fine contratto |          |

### Dopo l'inizio della stagione
| Acquisti | Acquisti        | Acquisti         | Acquisti         | Acquisti   |
| R.       | Nome            | da               | Data             | Modalità   |
| -------- | --------------- | ---------------- | ---------------- | ---------- |
| C        | Jerome Meyinsse | Ag. de Michoacán | 22 novembre 2020 | svincolato |
| G        | Braian Angola   | Partizan         | 26 novembre 2020 | svincolato |
| GA       | Wayne Selden    | South Bay Lakers | 8 dicembre 2020  | svincolato |
| AC       | Uriel Trocki    | Hapoel Holon     | 1 gennaio 2021   | svincolato |
| G        | Austin Price    | Maccabi Ra'anana | 19 marzo 2020    | svincolato |

| Cessioni | Cessioni      | Cessioni    | Cessioni         | Cessioni    |
| R.       | Nome          | a           | Data             | Modalità    |
| -------- | ------------- | ----------- | ---------------- | ----------- |
| G        | Davion Berry  | Free agent  | 21 novembre 2020 | rescissione |
| AC       | Jordan Murphy | Free agent  | 21 novembre 2020 | rescissione |
| C        | Kwan Cheatham | Fuenlabrada | 4 gennaio 2021   | rescissione |